# 역사의 종언

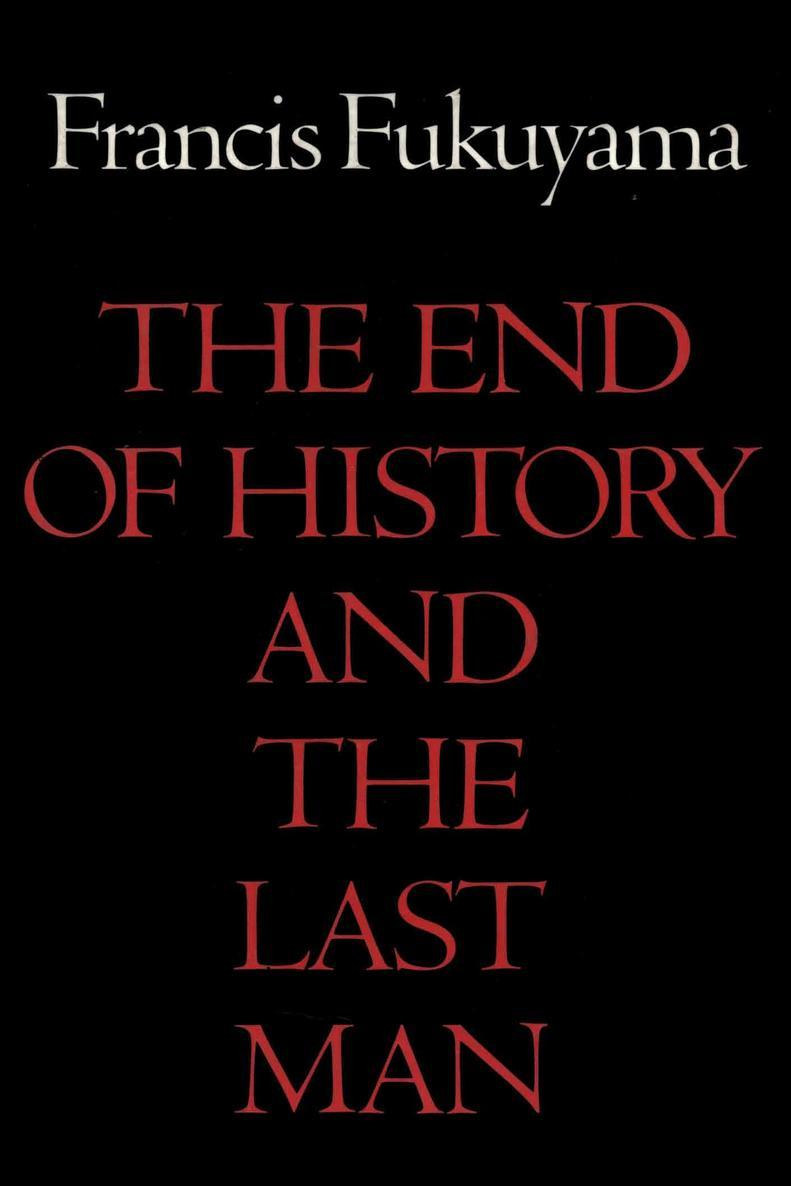

『역사의 종언』(The End of History and the Last Man)은 미국의 정치경제학자 프랜시스 후쿠야마의 저작이며 거기서 제기된 역사관이다. 1989년 논문으로 발표되었고 1992년 단행본을 출간했다.
"역사의 종언"이란 민주주의와 자유 시장경제가 승리함으로써 사회제도의 발전이 종결되어 사회의 평화와 자유와 안정이 계속 유지된다는 주장이다. 민주주의 정치가 정체의 최종형태이며, 안정된 정체가 구축되기 때문에 정체를 파괴할 수 있는 전쟁이나 쿠데타 따위 "역사적 사건"이 더 이상 발생하지 않는다. 따라서 이 상황을 "역사의 종언"이라고 한다. 여기서 말하는 "역사"란 변증법적 이념투쟁의 과정이며, 현상론적으로는 역사적 사건에 의한 정체(국가, 왕조 등 통치조직)의 흥망성쇠를 말한다. 역사란 국가와 정체가 성립하고 발전하고 붕괴하는 과정인데, 그것이 더 이상 일어나지 않으니 역사가 끝났다는 것이다.
후쿠야마는 소련의 붕괴를 목도하고 냉전에서 자유민주주의가 승리했으므로 역사는 끝났다고 주장했다. 단 이것은 소련이 붕괴햇으니 전세계가 민주화되고 전쟁과 테러가 근절된다는 낙관론이 아니라, 소련의 붕괴로 인해 “최선의 정체, 보편적인 정체란 무엇인가”에 관한 논쟁이 결론났다는 뜻이다.

## 같이 보기
- 민주평화론
- 탈진실 정치
- 사회문화적 진화
- 휘그사관